# Lachowice
Lachowice is een dorp in de Poolse woiwodschap Klein-Polen. De plaats maakt deel uit van de gemeente Stryszawa en telt 2200 inwoners.

## Verkeer en vervoer
- Station Lachowice Centrum